# Bon Bini Holland 3
Bon Bini Holland 3 is een Nederlandse filmkomedie uit 2022 geregisseerd door Pieter van Rijn. De film ging op 30 juni 2022 in première en is de vierde film in de Bon Bini-filmserie.

## Verhaal
De film volgt Robertico, die zich voordoet als de eigenaar van het kiprestaurant FC Kip, totdat de keten overgenomen wordt door de Amerikaanse fastfood gigant Wicked Chicken. De 'American Dream' lijkt voor iedereen werkelijkheid te worden nu ze internationaal gaan, echter eenmaal aangekomen in New York lopen de zaken anders dan verwacht. Wanneer Robertico ook nog het meisje van zijn dromen Zoë tegen het lijft loopt, moet hij zijn ware identiteit verborgen houden, terwijl hij FC Kip weer in zijn eigen handen moet zien te krijgen.

## Rolverdeling
| acteur                       | personage                                             |
| ---------------------------- | ----------------------------------------------------- |
| Jandino Asporaat             | Robertico / Rajesh / Judeska /Sydney / Gerrie / Ahmet |
| Lamara Strijdhaftig          | Zoë                                                   |
| Tygo Gernandt                | Daniël                                                |
| Rico Verhoeven               | Igor the destroyer                                    |
| Phi Nguyen                   | Ping Ping / Ling Ling                                 |
| Sergio IJssel                | Norwin / Noltie                                       |
| Manoushka Zeegelaar Breeveld | Dolores van Stralen                                   |
| Kenneth Herdigein            | Joachim van Stralen                                   |
| Alpha Oumar Barry            | Kofi                                                  |
| Loes Schnepper               | Martha                                                |
| Najib Amhali                 | Diablo                                                |
| Roué Verveer                 | kapitein cruiseschip                                  |
| Tineke Schouten              | receptioniste                                         |
| Summer de Snoo               | passagier businessclass                               |
| Wart Kamps                   | steward                                               |
| Marijn Klaver                | purser                                                |
| J. David Hinze               | colonel Parker                                        |
| Antonie Knoppers             | detective Nick                                        |
| Allard Warnas                | detective John                                        |
| Lisa Morrell                 | klant                                                 |
| Tony Junior                  | zichzelf                                              |

## Achtergrond

### Ontstaan
Na het succes van de eerdere films Bon Bini Holland uit 2015 en Bon Bini Holland 2 uit 2018 waren Jandino Asporaat en productiemaatschappij Kaap Holland Film bezig met het maken van deze vervolgfilm, maar door de coronacrisis in Nederland werd de film uitgesteld, mede door de opnames die in New York moesten plaatsvinden. Hierdoor werd eerst de film Bon Bini: Judeska in da House gemaakt, dat voornamelijk op een landgoed in Nederland werd opgenomen.
Toen de coronacrisis in Nederland ging liggen werd de productie van de film weer opgepakt.

### Ontvangst
Bon Bini Holland 3 ging vervolgens op 30 juni 2022 in première. Ruim twee maanden later werd de film, op 5 september 2022, bekroond met een Platina Film voor het behalen van 400.000 bezoekers. De film was hiermee de eerste film van 2022 die deze mijlpaal wist te behalen.
De film won in oktober 2022 een Gouden Kalf in de categorie Publiek. Daarnaast won het in januari 2023 een Zapp Award in de categorie Favoriete Jeugdfilm NL.